# Nerantziaí
Nerantziaí (Nerantzies) är en ort i Grekland.   Den ligger i prefekturen Nomós Achaḯas och regionen Västra Grekland, i den centrala delen av landet, 150 km väster om huvudstaden Aten. Nerantziaí ligger 73 meter över havet och antalet invånare är 232.
Terrängen runt Nerantziaí är kuperad åt sydväst, men åt nordost är den platt. Havet är nära Nerantziaí åt nordost. Runt Nerantziaí är det ganska tätbefolkat, med 160 invånare per kvadratkilometer. Närmaste större samhälle är Aígio, 5,7 km öster om Nerantziaí. 